# Заманов, Масхут Файзрахманович
Масхут Файзрахманович Заманов (15 января 1914, Исянбетово, Оренбургская губерния — 16 февраля 1988, Исянбетово, Башкирская АССР) — комбайнёр Сибайского совхоза, Герой Социалистического Труда. Участник советско-финской войны.

## Биография
Масхут (Масгут) Файзрахманович Заманов родился 14 января 1914 г. в д. Исянбетово (ныне — Баймакского района Башкирии). Образование — начальное.
Трудовую деятельность начал в октябре 1928 г. учеником электромонтёра Тубинского рудника Баймакского района. В 1930—1931 гг. учился в школе механизации при совхозе «Красная Башкирия» Абзелиловского района Башкирской АССР. С декабря 1931 г. работал бригадиром тракторной бригады Яккабакского зерносовхоза Узбекской ССР. В 1934—1937 гг. — участковый механик Сибайской машинно-тракторной станции Баймакского района, в 1938—1939 гг. — шофёр колхоза имени К. Е. Ворошилова того же района. В январе 1939 г. был призван на военную службу. Участвовал в советско-финской войне. После демобилизации с января 1941 г. работал участковым механиком, с 1955 г. — комбайнёром Сибайской МТС.
С 1954 г. М. Ф. Заманов принимал активное участие в освоении целинных и залежных земель Башкирской АССР. В 1956 г. на комбайне убрал 745 гектаров площади зерновых, намолотив 15 450 центнеров зерна. Урожайность с каждого убранного гектара составила 21 центнер.
Указом Президиума Верховного Совета СССР от 11 января 1957 года за особые заслуги в освоении целинных и залежных земель, проведении уборки урожая и хлебозаготовок в 1956 году Заманову Масгуту Файзрахмановичу присвоено звание Героя Социалистического Труда с вручением ордена Ленина и золотой медали «Серп и Молот».
Депутат Верховного Совета СССР 5-го созыва (1958-1962).
Работал комбайнёром в до выхода на пенсию в 1960 году. 
Умер 16 февраля 1988 г.

## Награды
- Герой Социалистического Труда (1957)
- Орден Ленина (1957, 1966)

## Память
В целях увековечения памяти М. Ф. Заманова его именем названы улицы в деревне Исянбетово и селе Старый Сибай Баймакского района.